# Koléa

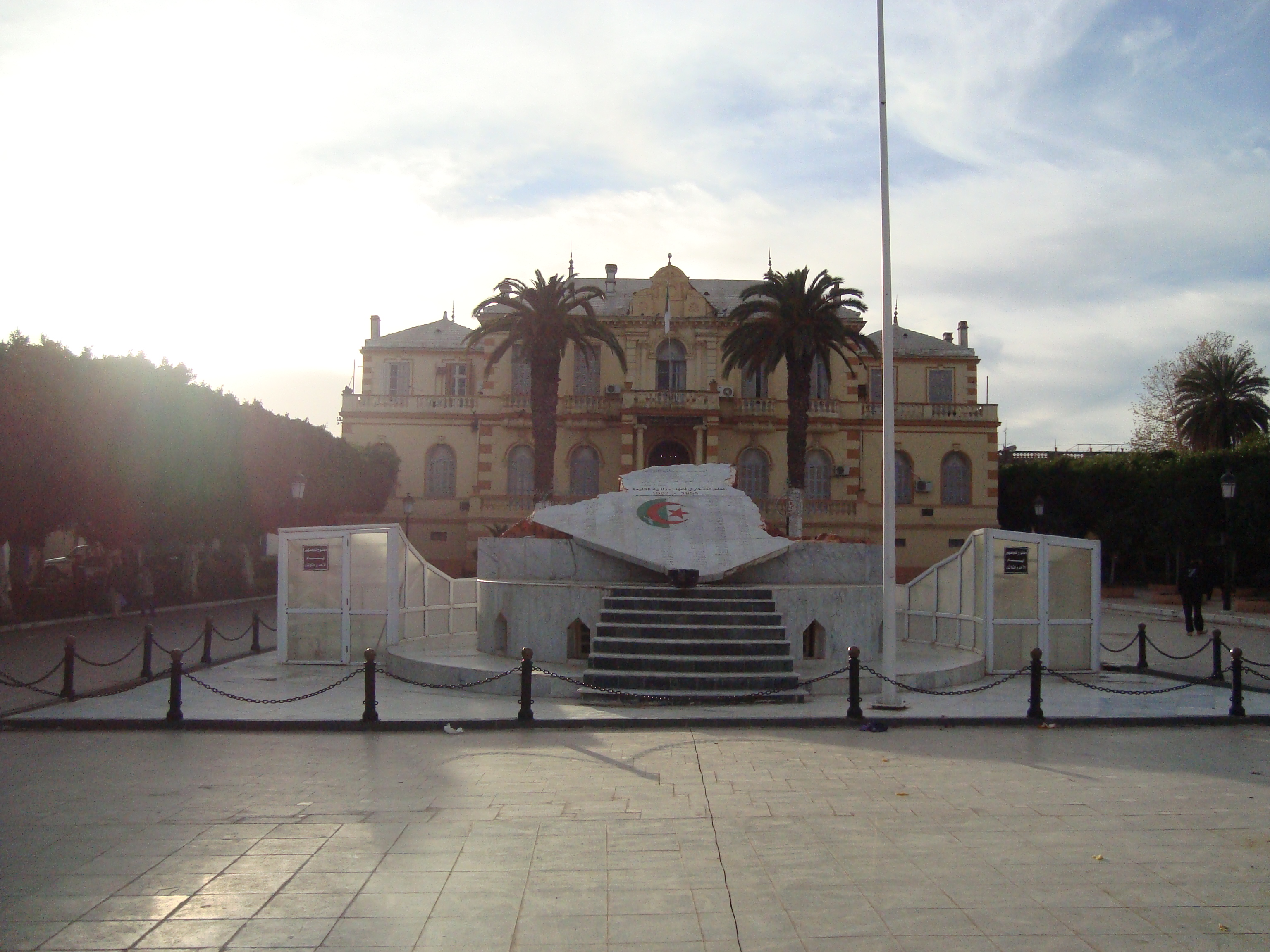
Stadshuset i Koléa

Koléa (arabiska القلعه) är en stad och kommun i norra Algeriet och är den största staden i provinsen Tipaza. Folkmängden i kommunen uppgick till 54 401 invånare vid folkräkningen 2008, varav 46 685 invånare bodde i centralorten.